# James Hay, 1. Baronet (of Linplum)

Wappen des Sir James Hay, 1. Baronet

Sir James Hay, 1. Baronet († 1704) war ein schottischer Adliger und Politiker.

## Leben
Er entstammte einer Nebenlinie des Clan Hay und war der einzige Sohn des Hon. Sir William Hay (nach 1596–1648), Laird von Linplum in Haddingtonshire, aus dessen Ehe mit Anna Murray († 1658), Tochter des William Murray, 1. Laird von Dunerne in Fife. Sein Vater war ein jüngerer Sohn des James Hay, 7. Lord Hay of Yester.
Nach dem Tod seines Vaters erbte er dessen Ländereien. Am 26. März 1667 wurde ihm in der Baronetage of Nova Scotia der erbliche Adelstitel Baronet, of Linplum in the County of Haddington, verliehen. Von 1669 bis 1674 war er als Abgeordneter für Haddingtonshire Mitglied des schottischen Parlaments.
Er heiratete 1661 in erster Ehe Jean Scott († vor 1682), Schwester des Sir Francis Scott, 1. Baronet, und in zweiter Ehe 1682 Anna Livingston. Aus erster Ehe hatte er zwei Söhne und drei Töchter. Seine zweite Ehe blieb kinderlos. Sein ältester Sohn John Hay, Younger of Linplum, heiratete 1685 Jean Foulis, Tochter des Sir John Foulis, 1. Baronet, starb 1687 und hinterließ eine Tochter, Margaret Hay (1686–1758), die 1701 Lord William Hay of Newhall († 1723), Sohn des John Hay, 2. Marquess of Tweeddale, heiratete. Sein zweiter Sohn Sir Robert Hay, 2. Baronet (1672–1751) erbte 1704 seinen Adelstitel. Seine Töchter blieben alle drei unverheiratet.